# 自主国
自主国（じしゅこく）とは、近代までの世界観で、一つの国として主権を持った国家のこと。
20世紀初期頃までの欧米的世界観は、世界を自主国、半主国、未開人と三種類に分けていた。主権の尊重、条約締結における批准と署名、侵略禁止などは自主国の間でのみ適用。半主国、未開人に対しては主権を認めず、自主国間では不法とされた侵略までも合法とみなされていた。